# 620307 Casanovas
620307 Casanovas è un asteroide della fascia principale. Scoperto nel 2012, presenta un'orbita caratterizzata da un semiasse maggiore pari a 2,319284 au e da un'eccentricità di 0,243713, inclinata di 7,007271° rispetto all'eclittica.